# Tsetseng
Tsetseng è un villaggio del Botswana situato nel distretto di Kweneng, sottodistretto di Kweneng West. Il villaggio, secondo il censimento del 2011, conta 397 abitanti.

## Località
Nel territorio del villaggio sono presenti le seguenti 8 località:
- Botshabelo di 18 abitanti,
- Gataolo di 28 abitanti,
- Gathaga,
- Jwage,
- Magane di 15 abitanti,
- Nxhobe di 14 abitanti,
- Nyathosi di 25 abitanti,
- Tsalatswe di 13 abitanti